# 北方州
北方州（阿拉伯语：‎）是苏丹的一个州，位於該國西北部，北鄰埃及，西鄰利比亞，尼羅河流經。面积348,765平方千米，人口為883,743人（2006年），首府棟古拉。瓦迪哈勒法是該國鐵路的北部終站，並可經尼羅河水路通往埃及。